# Gabriel Narutowicz
Gabriel Narutowicz (n. 17 martie 1865, Telšiai, Gubernia Kovno⁠(d), Imperiul Rus – d. 16 decembrie 1922, Varșovia, Polonia) a fost un profesor polono-lituanian de inginerie hidroelectrică la Universitatea din Zurich, Elveția, Ministrul Lucrărilor Publice din Polonia (1920–21), Ministrul Afacerilor Externe (1922) și primul președinte din A Doua Republică Poloneză.

## Familie
Gabriel Narutowicz s-a născut într-o familie nobilă polono-lituaniană în Telšiai, Lituania, care era o parte din Imperiul Rus (după împărțită de mai devreme a Uniunii statale polono-lituaniene). Tatăl său, Jan Narutowicz, a fost un judecător local și un arendaș din satul Samogiția, Brėvikiai. Ca urmare a participării lui la Revoluția poloneză din 1863 împotriva Imperiului Rus, el a fost condamnat la un an de închisoare; el murit când Gabriel avea doar un an.
Mama lui Gabriel, Wiktoria Szczepkowska, a fost a treia soție a lui Jan. După moartea soțului ei, ea și-a crescut fii singură. O femeie educată, fascinată de filosofia  Epocii Luminilor, ea a avut o mare influență în dezvoltarea viziunea lui Gabriel și a fraților săi asupra lumii. În 1873 ea s-a mutat la Liepāja, Letonia, astfel încât copiii ei nu au fost nevoiți să învețe la o școală rusă, deoarece după revolta din 1863, procesul de rusificare s-a intensificat.
După ce Lituania și-a recâștigat independența în 1918, fratele lui Gabriel Narutowicz, Stanisław Narutowicz, a devenit un cetățean lituanian. Spre sfârșitul Primului Război Mondial, Stanisław a devenit un membru din Consiliul Lituaniei, parlamentul lituanian provizoriu. El a semnat Declarația de Independență a Lituaniei pe 16 februarie 1918.

## Alegeri

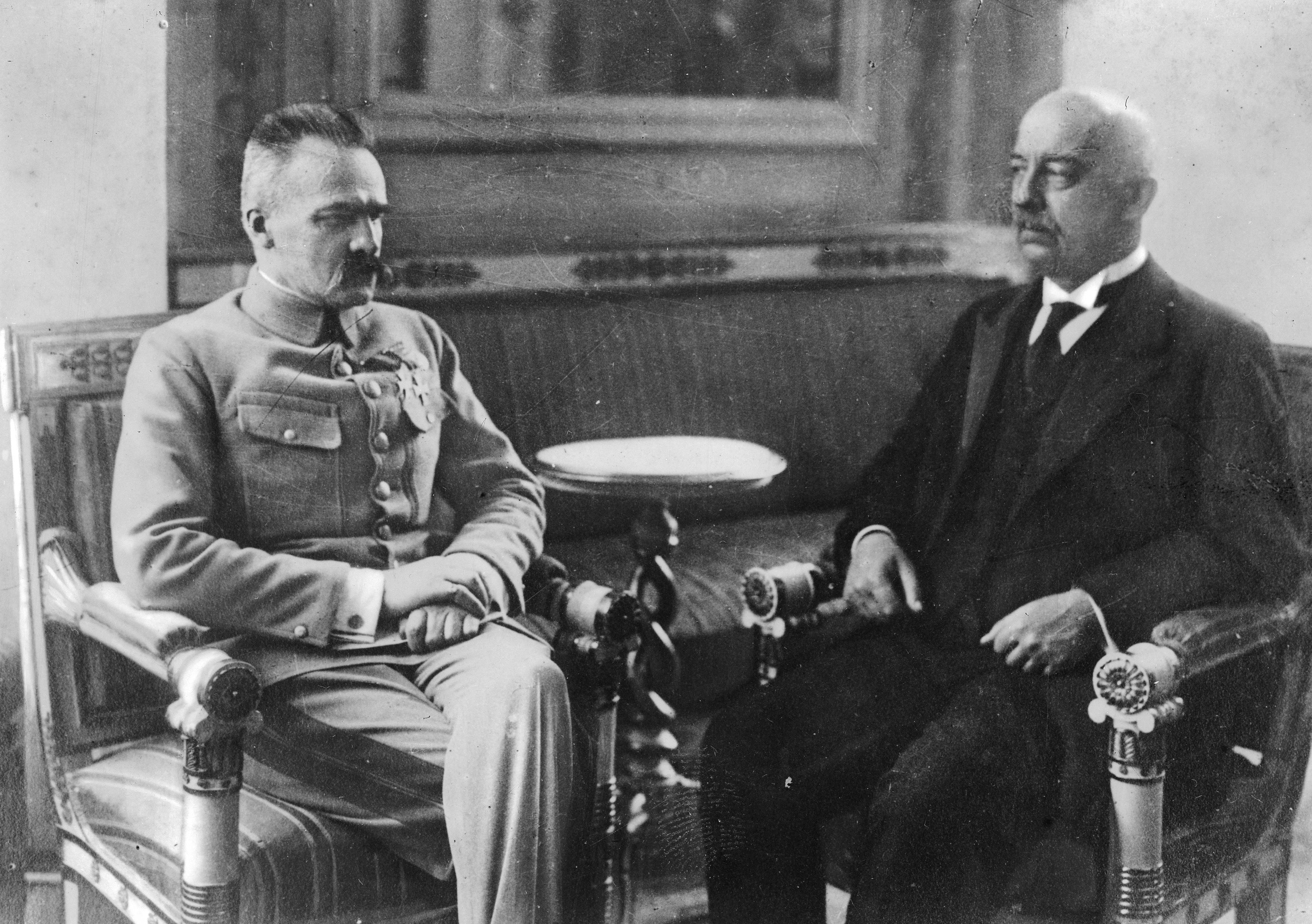
Președintele Gabriel Narutowicz cu Mareşalul Józef Piłsudski (stânga), Varșovia, 1922, câteva zile înainte ca Narutowicz să fie asasinat.

După ce a pierdut alegerile, Gabriel Narutowicz a continuat să fie Ministru al Afacerilor Externe în guvernul lui Julian Nowak. El a fost surprins de faptul că în luna decembrie a fost ales să fie unul dintre candidații la alegerile prezidențiale. Chiar Józef Piłsudski îl descuraja să candideze la alegeri. La început a vrut să refuze propunerea membrilor Partidului Popular Polonez „Wyzwolenie” (poloneză Polskie Stronnictwo Ludowe “Wyzwolenie - PSL “Wyzwolenie”) dar în cele din urmă a acceptat.
La acea vreme (conform Constituția Poloniei din 1921) președintele era ales de Adunarea Națională (poloneză Zgromadzenie Narodowe – Seim și Senat). Nu a existat nici un câștigător după primul tur de scrutin. În runda următoare, candidatul socialist, Ignacy Daszyński, a fost eliminat, dar oricum nimeni nu a câștigat. Următorii candidați care au fost eliminați din scrutin sunt: candidatul grupărilor unite ale minorităților naționale, Jan Baudouin de Courtenay și Stanisław Wojciechowski (susținut de o parte din stânga). În ultima rundă, care trebuia să fie decisivă, au rămas doi candidați: contele  Maurycy Zamoyski (având legături cu mișcarea de dreapta Democrația Națională) și Gabriel Narutowicz (susținut de unele partide de stânga și minorități naționale).
Narutowicz a câștigat datorită voturilor celor de stânga, minorităților naționale (care s-au opus mișcării Democrația Națională) și Partidului Popular Polonez „Piast” (poloneză Polskie Stronnictwo Ludowe “Piast” – PSL “Piast”), care (contrar așteptărilor), în ultimul tur de scrutin l-au sprijinit pe Narutowicz, nu pe candidatul de dreapta, Zamoyski. În cele din urmă, Narutowicz a primit 289 de voturi și Zamoyski - 227. Narutowicz a fost ales primul președinte din A Doua Republică Poloneză.
Victorie lui Narutowicz în alegeri a fost o surpriză pentru cei de dreapta. În urma alegerii lui Narutowicz, grupurile catolice și naționaliste au început o campanie agresivă împotriva lui. Printre altele, ei l-au acuzat a fi un ateu și un mason. Unele segmente ale presei l-au numit „președintele evreu”. Cei din dreapta, susținuți de generalul Józef Haller, de asemenea, au criticat relațiile sale cu Józef Piłsudski și sprijinul său asupra politicilor lui Piłsudski. Ca manifestarea a opoziției lor față de depunerea jurământului de președinte, membrii din mișcarea Democrația Națională au organizat demonstrații anti-guvernamentale în Varșovia.

## Președinție
Gabriel Narutowicz a fost președintele Republicii Polone doar cinci zile. El și-a depus jurământul la 11 decembrie 1922. Mai devreme, în aceeași zi, adversarii alegerii sale au încercat să-l împiedice pe președintele ales să ajungă la Seim prin blocarea străzilor și aruncarea de noroi în cortegiul său. Narutowicz se simțea stânjenit de convingerea larg răspândită că el a fost un politician de stânga. El a devenit candidat al Partidului Țărănesc polonez „Wyzwolenie” din întâmplare; de asemenea nu se aștepta ca el să câștige alegerile (în primul tur de scrutin Narutowicz a câștigat doar 62 de voturi; în timp ce Maurycy Zamoyski – 222).
În timpul primei sale zile de la preluarea mandatului, Gabriel Narutowicz s-a întâlnit cu reprezentanții Partidului Creștin Democrat și Cardinalul Aleksander Kakowski. Narutowicz și-a dat seama că ar fi imposibil să formeze un guvern majoritar în Parlament, așa că a făcut o încercare de a crea un guvern dincolo de domeniul de aplicare al Parlamentului. Ca un gest a politicii de dreapta, el a oferit postul de ministru al Afacerilor Externe recentului său oponent, Maurycy Zamoyski.

## Asasinare

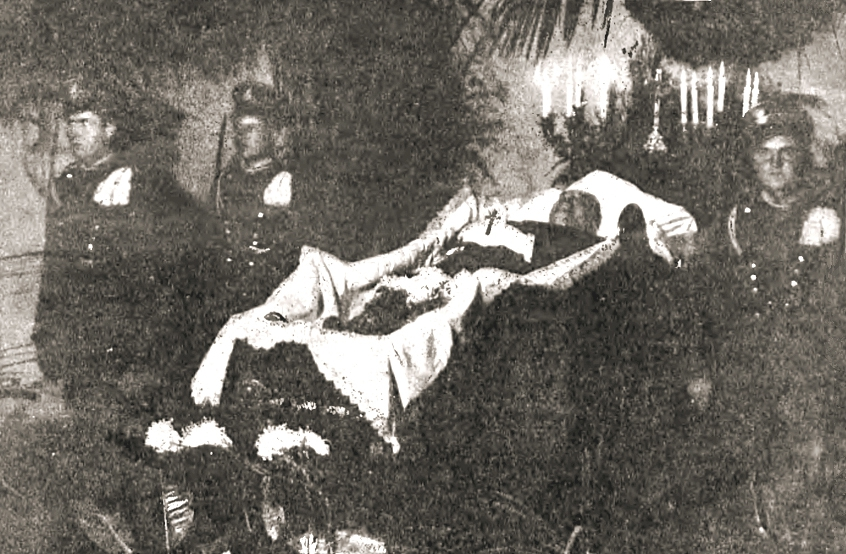
Garda de onoare la catafalcul de înmormântare a lui Narutowicz

La doar cinci zile după preluarea mandatului, pe 16 decembrie 1922, Narutowicz a fost asasinat în timp ce participa la o expoziție de artă, în Galeria Națională de Artă „Zachęta”. Asasinul a fost un pictor, Eligiusz Niewiadomski, care a avut legături cu aripa dreaptă a Partidului Național Democrat. Uciderea lui Narutowicz a fost punctul culminant al unei campanii de propagandă agresivă împotriva lui. Asasinul a fost condamnat la moarte și executat în afara Cetății din Varșovia la 31 ianuarie. O parte a taberei de dreapta l-au perceput ca pe un erou.
Uciderea primului președinte al celei de-A Doua Republici Polone și propagandă agresivă împotriva lui au dezvăluit efemeritatea mecanismelor democratice din Polonia din acea vreme. Decembrie 1922 a relevat un mare sentiment de intoleranță și naționalism în societatea poloneză.
Asasinarea lui Narutowicz a fost tema principală a filmului polonez 1977 Moartea Președintelui (poloneză  Śmierć prezydenta), regizat de Jerzy Kawalerowicz.

## Arbore genealogic
|                    |                    |                    |                    |                    |                    |  |  |                            |                            |                            |                            |                            |                            |                      |                      |                      |                      |                      |                      |                      |                      |                  |                  |                     |                     |                     |                     | Kazimierz Ludwik Piłsudski | Kazimierz Ludwik Piłsudski | Kazimierz Ludwik Piłsudski | Kazimierz Ludwik Piłsudski | Kazimierz Ludwik Piłsudski | Kazimierz Ludwik Piłsudski |                     |                     | Rozalia z Puzynów     | Rozalia z Puzynów     | Rozalia z Puzynów     | Rozalia z Puzynów     | Rozalia z Puzynów        | Rozalia z Puzynów        |                          |                          |                            |                            |                            |                            |                              |                              |                              |                              |                              |                              |  |  |                |                |                |                |                |                |  |  |                     |                     |                     |                     |                     |                     |  |  |               |               |               |               |               |               |  |  |  |  |  |  |  |  |
|                    |                    |                    |                    |                    |                    |  |  |                            |                            |                            |                            |                            |                            |                      |                      |                      |                      |                      |                      |                      |                      |                  |                  |                     |                     |                     |                     | Kazimierz Ludwik Piłsudski | Kazimierz Ludwik Piłsudski | Kazimierz Ludwik Piłsudski | Kazimierz Ludwik Piłsudski | Kazimierz Ludwik Piłsudski | Kazimierz Ludwik Piłsudski |                     |                     | Rozalia z Puzynów     | Rozalia z Puzynów     | Rozalia z Puzynów     | Rozalia z Puzynów     | Rozalia z Puzynów        | Rozalia z Puzynów        |                          |                          |                            |                            |                            |                            |                              |                              |                              |                              |                              |                              |  |  |                |                |                |                |                |                |  |  |                     |                     |                     |                     |                     |                     |  |  |               |               |               |               |               |               |  |  |  |  |  |  |  |  |
|                    |                    |                    |                    |                    |                    |  |  |                            |                            |                            |                            |                            |                            |                      |                      |                      |                      |                      |                      |                      |                      |                  |                  |                     |                     |                     |                     |                            |                            |                            |                            |                            |                            |                     |                     |                       |                       |                       |                       |                          |                          |                          |                          |                            |                            |                            |                            |                              |                              |                              |                              |                              |                              |  |  |                |                |                |                |                |                |  |  |                     |                     |                     |                     |                     |                     |  |  |               |               |               |               |               |               |  |  |  |  |  |  |  |  |
|                    |                    |                    |                    |                    |                    |  |  |                            |                            |                            |                            |                            |                            |                      |                      |                      |                      |                      |                      |                      |                      |                  |                  |                     |                     |                     |                     |                            |                            |                            |                            | Kazimierz Piłsudski        | Kazimierz Piłsudski        | Kazimierz Piłsudski | Kazimierz Piłsudski | Kazimierz Piłsudski   | Kazimierz Piłsudski   |                       |                       | Anna z Billewiczów       | Anna z Billewiczów       | Anna z Billewiczów       | Anna z Billewiczów       | Anna z Billewiczów         | Anna z Billewiczów         |                            |                            |                              |                              |                              |                              |                              |                              |  |  |                |                |                |                |                |                |  |  |                     |                     |                     |                     |                     |                     |  |  |               |               |               |               |               |               |  |  |  |  |  |  |  |  |
|                    |                    |                    |                    |                    |                    |  |  |                            |                            |                            |                            |                            |                            |                      |                      |                      |                      |                      |                      |                      |                      |                  |                  |                     |                     |                     |                     |                            |                            |                            |                            | Kazimierz Piłsudski        | Kazimierz Piłsudski        | Kazimierz Piłsudski | Kazimierz Piłsudski | Kazimierz Piłsudski   | Kazimierz Piłsudski   |                       |                       | Anna z Billewiczów       | Anna z Billewiczów       | Anna z Billewiczów       | Anna z Billewiczów       | Anna z Billewiczów         | Anna z Billewiczów         |                            |                            |                              |                              |                              |                              |                              |                              |  |  |                |                |                |                |                |                |  |  |                     |                     |                     |                     |                     |                     |  |  |               |               |               |               |               |               |  |  |  |  |  |  |  |  |
|                    |                    |                    |                    |                    |                    |  |  |                            |                            |                            |                            |                            |                            |                      |                      |                      |                      |                      |                      |                      |                      |                  |                  |                     |                     |                     |                     |                            |                            |                            |                            |                            |                            |                     |                     |                       |                       |                       |                       |                          |                          |                          |                          |                            |                            |                            |                            |                              |                              |                              |                              |                              |                              |  |  |                |                |                |                |                |                |  |  |                     |                     |                     |                     |                     |                     |  |  |               |               |               |               |               |               |  |  |  |  |  |  |  |  |
|                    |                    |                    |                    |                    |                    |  |  |                            |                            |                            |                            |                            |                            |                      |                      |                      |                      |                      |                      | Antoni Billewicz     | Antoni Billewicz     | Antoni Billewicz | Antoni Billewicz | Antoni Billewicz    | Antoni Billewicz    |                     |                     | Helena z Michałowskich     | Helena z Michałowskich     | Helena z Michałowskich     | Helena z Michałowskich     | Helena z Michałowskich     | Helena z Michałowskich     |                     |                     | Piotr Paweł Piłsudski | Piotr Paweł Piłsudski | Piotr Paweł Piłsudski | Piotr Paweł Piłsudski | Piotr Paweł Piłsudski    | Piotr Paweł Piłsudski    |                          |                          | Teodora Urszula z Butlerów | Teodora Urszula z Butlerów | Teodora Urszula z Butlerów | Teodora Urszula z Butlerów | Teodora Urszula z Butlerów   | Teodora Urszula z Butlerów   |                              |                              |                              |                              |  |  |                |                |                |                |                |                |  |  |                     |                     |                     |                     |                     |                     |  |  |               |               |               |               |               |               |  |  |  |  |  |  |  |  |
|                    |                    |                    |                    |                    |                    |  |  |                            |                            |                            |                            |                            |                            |                      |                      |                      |                      |                      |                      | Antoni Billewicz     | Antoni Billewicz     | Antoni Billewicz | Antoni Billewicz | Antoni Billewicz    | Antoni Billewicz    |                     |                     | Helena z Michałowskich     | Helena z Michałowskich     | Helena z Michałowskich     | Helena z Michałowskich     | Helena z Michałowskich     | Helena z Michałowskich     |                     |                     | Piotr Paweł Piłsudski | Piotr Paweł Piłsudski | Piotr Paweł Piłsudski | Piotr Paweł Piłsudski | Piotr Paweł Piłsudski    | Piotr Paweł Piłsudski    |                          |                          | Teodora Urszula z Butlerów | Teodora Urszula z Butlerów | Teodora Urszula z Butlerów | Teodora Urszula z Butlerów | Teodora Urszula z Butlerów   | Teodora Urszula z Butlerów   |                              |                              |                              |                              |  |  |                |                |                |                |                |                |  |  |                     |                     |                     |                     |                     |                     |  |  |               |               |               |               |               |               |  |  |  |  |  |  |  |  |
|                    |                    |                    |                    |                    |                    |  |  |                            |                            |                            |                            |                            |                            |                      |                      |                      |                      |                      |                      |                      |                      |                  |                  |                     |                     |                     |                     |                            |                            |                            |                            |                            |                            |                     |                     |                       |                       |                       |                       |                          |                          |                          |                          |                            |                            |                            |                            |                              |                              |                              |                              |                              |                              |  |  |                |                |                |                |                |                |  |  |                     |                     |                     |                     |                     |                     |  |  |               |               |               |               |               |               |  |  |  |  |  |  |  |  |
|                    |                    |                    |                    |                    |                    |  |  |                            |                            |                            |                            |                            |                            |                      |                      |                      |                      |                      |                      |                      |                      |                  |                  |                     |                     |                     |                     |                            |                            |                            |                            |                            |                            |                     |                     |                       |                       |                       |                       |                          |                          |                          |                          |                            |                            |                            |                            |                              |                              |                              |                              |                              |                              |  |  |                |                |                |                |                |                |  |  |                     |                     |                     |                     |                     |                     |  |  |               |               |               |               |               |               |  |  |  |  |  |  |  |  |
| Jan Narutowicz     | Jan Narutowicz     | Jan Narutowicz     | Jan Narutowicz     | Jan Narutowicz     | Jan Narutowicz     |  |  | Wiktoria ze Szczepkowskich | Wiktoria ze Szczepkowskich | Wiktoria ze Szczepkowskich | Wiktoria ze Szczepkowskich | Wiktoria ze Szczepkowskich | Wiktoria ze Szczepkowskich |                      |                      |                      |                      |                      |                      |                      |                      |                  |                  | Zofia Zubow         | Zofia Zubow         | Zofia Zubow         | Zofia Zubow         | Zofia Zubow                | Zofia Zubow                |                            |                            | Maria z Billewiczów        | Maria z Billewiczów        | Maria z Billewiczów | Maria z Billewiczów | Maria z Billewiczów   | Maria z Billewiczów   |                       |                       | Józef Wincenty Piłsudski | Józef Wincenty Piłsudski | Józef Wincenty Piłsudski | Józef Wincenty Piłsudski | Józef Wincenty Piłsudski   | Józef Wincenty Piłsudski   |                            |                            |                              |                              |                              |                              |                              |                              |  |  |                |                |                |                |                |                |  |  |                     |                     |                     |                     |                     |                     |  |  |               |               |               |               |               |               |  |  |  |  |  |  |  |  |
| Jan Narutowicz     | Jan Narutowicz     | Jan Narutowicz     | Jan Narutowicz     | Jan Narutowicz     | Jan Narutowicz     |  |  | Wiktoria ze Szczepkowskich | Wiktoria ze Szczepkowskich | Wiktoria ze Szczepkowskich | Wiktoria ze Szczepkowskich | Wiktoria ze Szczepkowskich | Wiktoria ze Szczepkowskich |                      |                      |                      |                      |                      |                      |                      |                      |                  |                  | Zofia Zubow         | Zofia Zubow         | Zofia Zubow         | Zofia Zubow         | Zofia Zubow                | Zofia Zubow                |                            |                            | Maria z Billewiczów        | Maria z Billewiczów        | Maria z Billewiczów | Maria z Billewiczów | Maria z Billewiczów   | Maria z Billewiczów   |                       |                       | Józef Wincenty Piłsudski | Józef Wincenty Piłsudski | Józef Wincenty Piłsudski | Józef Wincenty Piłsudski | Józef Wincenty Piłsudski   | Józef Wincenty Piłsudski   |                            |                            |                              |                              |                              |                              |                              |                              |  |  |                |                |                |                |                |                |  |  |                     |                     |                     |                     |                     |                     |  |  |               |               |               |               |               |               |  |  |  |  |  |  |  |  |
|                    |                    |                    |                    |                    |                    |  |  |                            |                            |                            |                            |                            |                            |                      |                      |                      |                      |                      |                      |                      |                      |                  |                  |                     |                     |                     |                     |                            |                            |                            |                            |                            |                            |                     |                     |                       |                       |                       |                       |                          |                          |                          |                          |                            |                            |                            |                            |                              |                              |                              |                              |                              |                              |  |  |                |                |                |                |                |                |  |  |                     |                     |                     |                     |                     |                     |  |  |               |               |               |               |               |               |  |  |  |  |  |  |  |  |
|                    |                    |                    |                    |                    |                    |  |  |                            |                            |                            |                            |                            |                            |                      |                      |                      |                      |                      |                      |                      |                      |                  |                  |                     |                     |                     |                     |                            |                            |                            |                            |                            |                            |                     |                     |                       |                       |                       |                       |                          |                          |                          |                          |                            |                            |                            |                            |                              |                              |                              |                              |                              |                              |  |  |                |                |                |                |                |                |  |  |                     |                     |                     |                     |                     |                     |  |  |               |               |               |               |               |               |  |  |  |  |  |  |  |  |
| Gabriel Narutowicz | Gabriel Narutowicz | Gabriel Narutowicz | Gabriel Narutowicz | Gabriel Narutowicz | Gabriel Narutowicz |  |  | Stanisław Narutowicz       | Stanisław Narutowicz       | Stanisław Narutowicz       | Stanisław Narutowicz       | Stanisław Narutowicz       | Stanisław Narutowicz       |                      |                      | Joanna z Billewiczów | Joanna z Billewiczów | Joanna z Billewiczów | Joanna z Billewiczów | Joanna z Billewiczów | Joanna z Billewiczów |                  |                  | Bronisław Piłsudski | Bronisław Piłsudski | Bronisław Piłsudski | Bronisław Piłsudski | Bronisław Piłsudski        | Bronisław Piłsudski        |                            |                            | Maria z Koplewskich        | Maria z Koplewskich        | Maria z Koplewskich | Maria z Koplewskich | Maria z Koplewskich   | Maria z Koplewskich   |                       |                       | Józef Piłsudski          | Józef Piłsudski          | Józef Piłsudski          | Józef Piłsudski          | Józef Piłsudski            | Józef Piłsudski            |                            |                            | Aleksandra ze Szczerbińskich | Aleksandra ze Szczerbińskich | Aleksandra ze Szczerbińskich | Aleksandra ze Szczerbińskich | Aleksandra ze Szczerbińskich | Aleksandra ze Szczerbińskich |  |  | Adam Piłsudski | Adam Piłsudski | Adam Piłsudski | Adam Piłsudski | Adam Piłsudski | Adam Piłsudski |  |  | Kazimierz Piłsudski | Kazimierz Piłsudski | Kazimierz Piłsudski | Kazimierz Piłsudski | Kazimierz Piłsudski | Kazimierz Piłsudski |  |  | Jan Piłsudski | Jan Piłsudski | Jan Piłsudski | Jan Piłsudski | Jan Piłsudski | Jan Piłsudski |  |  |  |  |  |  |  |  |
| Gabriel Narutowicz | Gabriel Narutowicz | Gabriel Narutowicz | Gabriel Narutowicz | Gabriel Narutowicz | Gabriel Narutowicz |  |  | Stanisław Narutowicz       | Stanisław Narutowicz       | Stanisław Narutowicz       | Stanisław Narutowicz       | Stanisław Narutowicz       | Stanisław Narutowicz       |                      |                      | Joanna z Billewiczów | Joanna z Billewiczów | Joanna z Billewiczów | Joanna z Billewiczów | Joanna z Billewiczów | Joanna z Billewiczów |                  |                  | Bronisław Piłsudski | Bronisław Piłsudski | Bronisław Piłsudski | Bronisław Piłsudski | Bronisław Piłsudski        | Bronisław Piłsudski        |                            |                            | Maria z Koplewskich        | Maria z Koplewskich        | Maria z Koplewskich | Maria z Koplewskich | Maria z Koplewskich   | Maria z Koplewskich   |                       |                       | Józef Piłsudski          | Józef Piłsudski          | Józef Piłsudski          | Józef Piłsudski          | Józef Piłsudski            | Józef Piłsudski            |                            |                            | Aleksandra ze Szczerbińskich | Aleksandra ze Szczerbińskich | Aleksandra ze Szczerbińskich | Aleksandra ze Szczerbińskich | Aleksandra ze Szczerbińskich | Aleksandra ze Szczerbińskich |  |  | Adam Piłsudski | Adam Piłsudski | Adam Piłsudski | Adam Piłsudski | Adam Piłsudski | Adam Piłsudski |  |  | Kazimierz Piłsudski | Kazimierz Piłsudski | Kazimierz Piłsudski | Kazimierz Piłsudski | Kazimierz Piłsudski | Kazimierz Piłsudski |  |  | Jan Piłsudski | Jan Piłsudski | Jan Piłsudski | Jan Piłsudski | Jan Piłsudski | Jan Piłsudski |  |  |  |  |  |  |  |  |
|                    |                    |                    |                    |                    |                    |  |  |                            |                            |                            |                            |                            |                            |                      |                      |                      |                      |                      |                      |                      |                      |                  |                  |                     |                     |                     |                     |                            |                            |                            |                            |                            |                            |                     |                     |                       |                       |                       |                       |                          |                          |                          |                          |                            |                            |                            |                            |                              |                              |                              |                              |                              |                              |  |  |                |                |                |                |                |                |  |  |                     |                     |                     |                     |                     |                     |  |  |               |               |               |               |               |               |  |  |  |  |  |  |  |  |
|                    |                    |                    |                    |                    |                    |  |  |                            |                            |                            |                            |                            |                            |                      |                      |                      |                      |                      |                      |                      |                      |                  |                  |                     |                     |                     |                     |                            |                            |                            |                            |                            |                            |                     |                     |                       |                       |                       |                       |                          |                          |                          |                          |                            |                            |                            |                            |                              |                              |                              |                              |                              |                              |  |  |                |                |                |                |                |                |  |  |                     |                     |                     |                     |                     |                     |  |  |               |               |               |               |               |               |  |  |  |  |  |  |  |  |
|                    |                    |                    |                    |                    |                    |  |  |                            |                            |                            |                            | Kazimierz Narutowicz       | Kazimierz Narutowicz       | Kazimierz Narutowicz | Kazimierz Narutowicz | Kazimierz Narutowicz | Kazimierz Narutowicz |                      |                      |                      |                      |                  |                  |                     |                     |                     |                     |                            |                            |                            |                            |                            |                            |                     |                     |                       |                       |                       |                       | Wanda Piłsudska          | Wanda Piłsudska          | Wanda Piłsudska          | Wanda Piłsudska          | Wanda Piłsudska            | Wanda Piłsudska            |                            |                            | Jadwiga Piłsudska            | Jadwiga Piłsudska            | Jadwiga Piłsudska            | Jadwiga Piłsudska            | Jadwiga Piłsudska            | Jadwiga Piłsudska            |  |  |                |                |                |                |                |                |  |  |                     |                     |                     |                     |                     |                     |  |  |               |               |               |               |               |               |  |  |  |  |  |  |  |  |